# エリザベス・ジョーダン
エリザベス・ジョーダン（Elizabeth Jordan、1945年1月11日 - ）は、PLAYBOY誌1968年5月号のプレイメイト。その中央見開きページはマリオ・カッシーリ(en)の撮影によるものであった。
シカゴ、ニューヨーク、およびアトランタのプレイボーイクラブのバニーガールでもあった。プレイメイト・ブックによると、彼女は後にアメリカ合衆国西部の某大学の副学部長になった。